# Histopatologie
Histopatologie (z řeckých slov ἱστός histos "tkáň", πάθος pathos "nemoc", a -λογία -logia) je vyšetřovací metoda, která je součástí nejen diagnostiky léčby nádorových onemocnění. Zahrnuje mikroskopické vyšetření tkáně za účelem studia projevů onemocnění. Konkrétně, v klinické medicíně, odkazuje na vyšetření biopsie nebo chirurgického vzorku patologem, po přípravě vzorku spočívající v jeho nařezání na tenký vzorek je vzorek umístěn na skleněné sklíčko. Na rozdíl od cytopatologie zkoumá volné buňky nebo tkáně.